# Estigmene unilinea
Estigmene unilinea är en fjärilsart som beskrevs av Rothschild 1910. Estigmene unilinea ingår i släktet Estigmene och familjen björnspinnare. Inga underarter finns listade i Catalogue of Life.